# 敦煌學

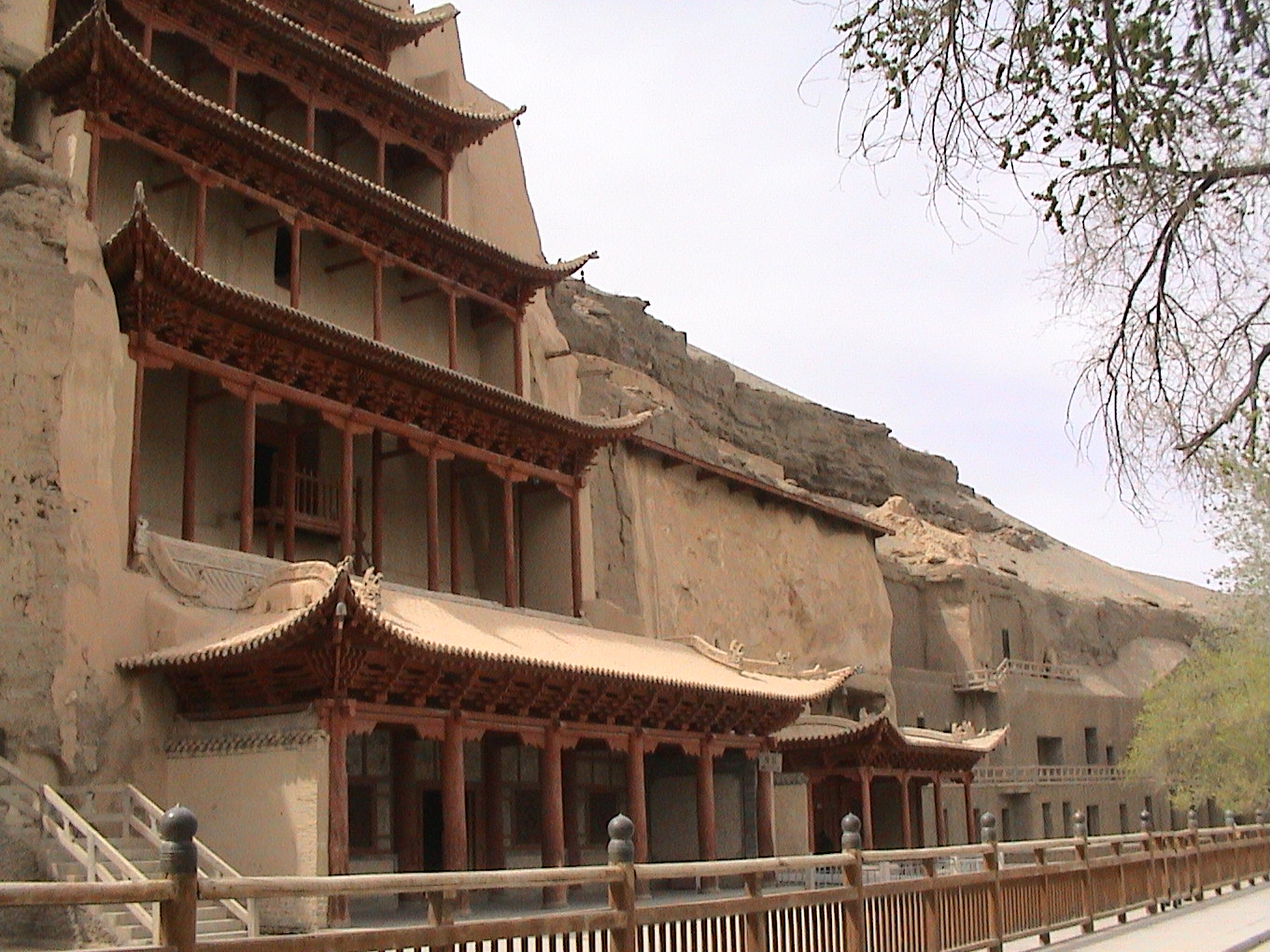
莫高窟

敦煌學（英語： 或 ）是一門以敦煌為名字的學術分支，一般認為“敦煌学”一词是由1925年日本学者石滨纯太郎所創。當中包含宗教、文學、語言、藝術、考古、科技、建築，並以敦煌藏經洞出土的文獻及文物為研究主體。

## 歷史

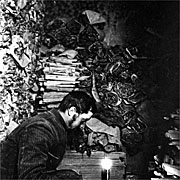
保罗·伯希和在藏经洞内

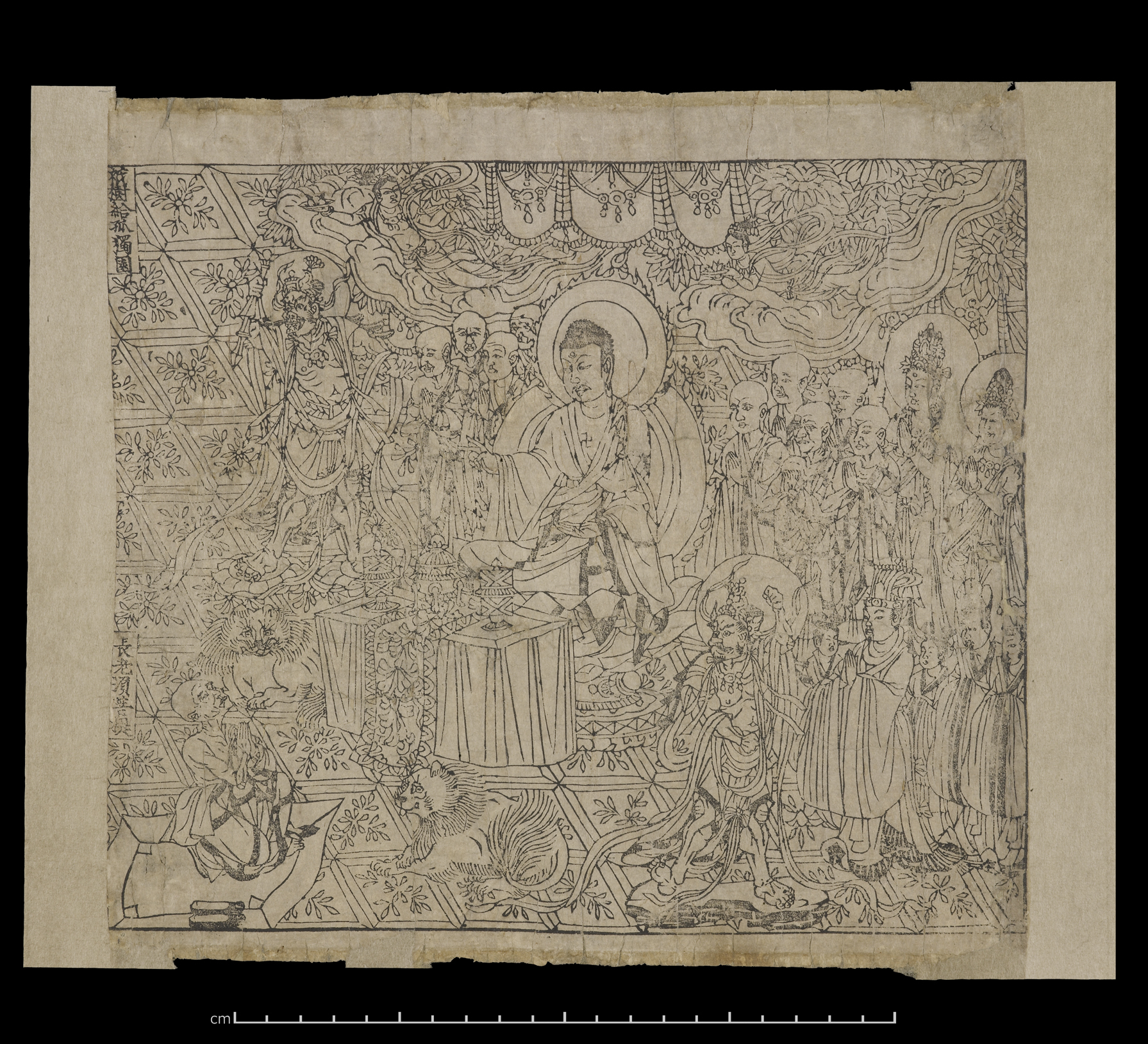
敦煌出土的唐代金刚经（868年），现存最早的印刷品之一，藏于大英图书馆

光绪二十六年（1900年）莫高窟的道士王圆箓在清理洞窟流沙时偶然发现一小石室，里面珍藏着数以万计的经卷、文书。英國考古学家斯坦因于1907年首次将藏经洞文物秘密运往西方。後來，各國考古学家如法国的伯希和、俄国的鄂登堡、日本的橘瑞超等聞訊接踵而來，从王道士的手中取得了大批珍贵文物，捆载而归，導致大量文物流散海外。1914年鄂登堡还掠走了第263窟的多块壁画。罗振玉也曾私藏一些文物賣给了日本人。
1909年罗振玉发表《敦煌石室书目及其发现之原始》和《莫高窟石室秘录》，发表于《东方杂志》6卷11、12期。陈寅恪在为陈垣编《敦煌劫余录序》中曾说：“一时代之学术，必有其新材料与新问题，取用此材料，以研究问题，则为此时代学术之潮流”。“敦煌学者，今日世界学术之新潮流也”，“自发现以来……东起日本，西迄英法，诸国学人，各就其治学范围，先后都有所贡献”，英文出现名词。
由於敦煌位於絲綢之路的交通要道，歷代不同的少數民族都在敦煌停留。從大量的文獻中，可以幫助考古學家研究各民族的語言（吐火罗语、塞语、粟特语、犍陀罗语、大夏语），並且幫助了解漢語的演變。
藏经洞内有大量的儒家典籍。在这些古本还有如邓粲的《晋纪》、虞世南的《帝王概论》、孔衍的《春秋后语》等等，都是第一次见到的。许多歌辞、俗赋、白话诗、话本，全都是从未见过的，唐代诗人韦庄的长诗《秦妇吟》，不曾收录在《全唐诗》中，至清末写本始复出于敦煌石窟。在佛教文献中，许多敦煌寫本是《大藏经》中的佚文佚经。宋真宗时被明令禁绝的“变文”，也在藏经洞內出現。所有文献基本上全是手写的，以卷軸裝為主，又有梵篋裝、經折裝、蝴蝶裝、冊子裝和單頁等多種形式。

## 敦煌學在日本
1909年《朝日新闻》登出内藤虎次郎《敦煌石室发见物》一文，被视为日本敦煌学第一篇历史性文献。1950年初，石滨纯太郎成立了“西域文化研究会”，集合日本的敦煌学专家，编成6卷本的《西域文化研究》。日本學者藤枝晃还对吐蕃及归义军时期的敦煌历史做了非常深入的研究。1980年日本人开始编纂《讲座敦煌》，1992年出版了9卷。1981年5月26日，藤枝晃於西北師範學院演講時表示有學者說：“敦煌在中國，敦煌學在日本”（或說“敦煌在中國，敦煌學在外國”）。

### 有關作品
- 日本小說家井上靖有长篇小说《敦煌 (小说)》和同名电影。
- 日本舞蹈家花柳千代有舞剧《大敦煌》。

## 著名人物

### 1900年代
- 斯坦因
- 蒋孝琬
- 伯希和

### 1910年代
- 罗振玉
- 王国维
- 蒋斧
- 王仁俊
- 刘师培
- 内藤湖南

### 1920年代
- 刘复
- 向达
- 王重民
- 姜亮夫
- 于道泉
- 王庆菽

### 1950年代
- 饒宗頤
- 鄭阿財

## 中国敦煌吐鲁番学会
1983年8月15日在兰州宁卧庄宾馆成立。第一届理事会共60人，推举季羡林为会长，唐长孺、段文杰、沙比提、黄文焕、宁可为副会长，秘书长宁可，副秘书长张广达、齐陈骏、穆舜英。聘请李一氓、周林、姜亮夫、王仲荦、金宝祥、吴坚等27人为顾问。

## 研究書目
- 榮新江：《敦煌學新論》（蘭州：甘肅教育出版社，2002）。
- 榮新江：《敦煌學十八講》（北京：北京大學出版社，2002）。
- 池田溫著，張銘心等譯：《敦煌文書的世界》（北京：中華書局，2007）。